# Спортивная гимнастика на летних Олимпийских играх 2008 — опорный прыжок (мужчины)
Соревнования в опорном прыжке среди мужчин на летних Олимпийских играх 2008 года состоялись в Государственном дворце спорта Пекина 18 августа. В соревнованиях участвовали 8 гимнастов (не более двух от одной страны). У каждого гимнаста были две попытки прыжка, результаты суммировались, и по ним вычислялся средний балл.
Одинаковое число баллов набрали француз Тома Буай и поляк Лешек Бляник. Однако в одном из своих прыжков Бляник набрал более высокий балл 16.600, поэтому победу присудили ему. Третьим стал россиянин Антон Голоцуцков.
Золото Бляника стало единственным, выигранным в мужской гимнастике на Играх в Пекине спортсменом не из Китая, остальные семь золотых медалей были завоёваны хозяевами Олимпийских игр. Более того, ни один китаец не сумел даже пробиться в финал опорного прыжка. Все восемь финалистов были из Европы.

## Результаты
| Место | Гимнаст                 | База  | За технику | Штраф | Оценка | Итог   |
| ----- | ----------------------- | ----- | ---------- | ----- | ------ | ------ |
| 1     | Лешек Бляник (POL)      | 7.000 | 9.600      | -     | 16.600 | 16.537 |
| 2     | Тома Буай (FRA)         | 7.000 | 9.575      | -     | 16.575 | 16.537 |
| 3     | Антон Голоцуцков (RUS)  | 7.000 | 9.500      | -     | 16.500 | 16.475 |
| 4     | Марьян Дрэгулеску (ROU) | 7.000 | 9.800      | 0.300 | 16.800 | 16.225 |
| 5     | Бенуа Караноб (FRA)     | 7.000 | 9.375      | 0.100 | 16.275 | 16.062 |
| 6     | Дмитрий Касперович      | 7.000 | 9.300      | 0.100 | 16.300 | 16.050 |
| 7     | Флавиус Коци            | 7.000 | 8.800      | 0.300 | 15.500 | 15.925 |
| 8     | Исаак Ботелья           | 6.600 | 9.475      | 0.300 | 16.075 | 15.737 |